# Phân cấp hành chính Pháp
Phân cấp hành chính Pháp là tổ chức địa lý nước Pháp về mặt hiến pháp và hành chính.

## Nước Pháp chính quốc

Hình minh họa phân cấp hành chính ở Pháp

Từ ngày 16 tháng 1 năm 2015, lãnh thổ chính quốc Pháp (lãnh thổ Pháp tại Tây Âu) được phân cấp như sau:
- Vùng (région, bao gồm cả đảo Corse). Vùng hành chính là cấp độ chia chính của lãnh thổ Pháp, quản lý bởi một Hội đồng vùng (conseil régional) được bầu với nhiệm kỳ 6 năm qua cuộc bầu cử phổ thông trực tiếp. Nước Pháp chia thành 13 vùng. Vai trò chính của hội đồng vùng là cung cấp tài chính cho các trường phổ thông (lycée), nhưng ngân sách lớn còn cho phép đầu tư vào nhiều lĩnh vực kinh tế và xã hội. Một vùng có một Chủ tịch hội đồng vùng (Président du Conseil régional) và một thủ hiến (préfet de région, có thể hiểu thủ hiến kiểu như Bí thư), thủ hiến này được chỉ định bởi chính phủ, với nhiệm vụ thay mặt nhà nước ở địa phương đó và đảm bảo sự vận hành của các ban, phòng... không tập trung (ví dụ phối hợp với hoạt động của cảnh sát).

Riêng đơn vị hành chính đảo Corse có một quy chế đặc biệt, tương tự như một vùng hành chính nhưng với những quyền lực "nhạy cảm" hơn, được gọi là collectivité territoriale (vùng tự trị địa phương).
- Tỉnh (département). Một mức độ dưới vùng, tức một vùng sẽ bao gồm nhiều tỉnh. Có 96 tỉnh. Các tỉnh được điều hành bởi các hội đồng tỉnh (conseil général) và các hội đồng này được trực tiếp bầu lên theo thể thức phổ thông đầu phiếu cho nhiệm kỳ sáu năm. Các hội đồng này cũng có vai trò về tài chính trong các lĩnh vực kinh tế và xã hội. Các lỵ sở cũng được thiếp lập tại trung tâm tỉnh để cho tất cả những người dân có thể tới được tỉnh lỵ (chef-lieu) từ nơi họ sống trong một ngày. Mỗi tỉnh có một chủ tịch tỉnh (Président de département) và một tỉnh trưởng (préfet de département), đại diện của chính phủ trung ương và trước năm 1982 là người đứng đầu hội đồng tỉnh. Tuy nhiên hiện nay, chủ tịch hội đồng tỉnh là người đứng đầu hội đồng tỉnh.

- Quận (arrondissement). Mỗi tỉnh của Pháp được chia thành nhiều quận, mỗi quận sẽ có một quận trưởng (sous-préfet). Chức năng của họ là giúp đỡ các tỉnh trưởng. Các quận không có hội đồng quận riêng. Về mặt pháp lý, quận không có tư cách pháp nhân. Có 342 quận

- Tổng (canton). Quận được chia tiếp tục thành nhiều tổng. Hiến pháp quy định một tổng có thể cùng thuộc hai quận, nhưng trên thực tế rất hiếm và hiện nay không có tổng nào như vậy. Tổng có hội đồng tổng, nhưng ngoài chức năng là khu vực bầu cử và khu vực pháp lý, tổng hầu như không có chức năng hành chính gì khác. Có 2054 tổng.

- Cấp xã (commune) là đơn vị hành chính địa phương thấp nhất của Cộng hòa Pháp: có thể là một thành phố, một thị trấn, một ngôi làng hay đơn giản là một khu vực nông thôn/rừng núi. Tại thời điểm ngày 1 tháng 1 năm 2008, cả nước Pháp có 35945 đơn vị xã trong đó có 212 ở các lãnh thổ hải ngoại.

| Quốc gia            | Pháp                                                       |
| Vùng région         | 13 vùng                                                    |
| Tỉnh département    | 96 tỉnh                                                    |
| Quận arrondissement | 329 quận                                                   |
| Tổng canton         | 3 883 tổng                                                 |
| Xã commune          | 36 783 xã (thành phố hay thị trấn chỉ giới hạn trong 1 xã) |

| Cấp đơn vị hành chính địa phương | Chức năng hành pháp | Chức năng lập pháp | Chức năng tập hợp lãnh thổ |
| -------------------------------- | ------------------- | ------------------ | -------------------------- |
| Vùng                             | Có thủ hiến         | Có Hội đồng vùng   | Có                         |
| Tỉnh                             | Tỉnh trưởng         | Có hội đồng tỉnh   | Có                         |
| Quận                             | Có quận trưởng      | Không có           | Không có                   |
| Tổng                             | Không có            | Có Hội đồng tổng   | Không có                   |
| Liên xã                          | Không có            | Không có           | Không có                   |
| Xã                               | Có Xã (Thị) trưởng  | Có Hội đồng xã     | Có                         |

## Sự phân chia cũ
- Trước Cách mạng Pháp năm 1789, nước Pháp được chia thành các tỉnh (province).
- Khái niệm "lãnh thổ hải ngoại" (territoire d'outre-mer) không còn giá trị pháp lý kể từ thay đổi hiến pháp ngày 28 tháng 3 năm 2003.